# Francisco Funes
Francisco Antonio Funes, znany także jako Pato (ur. 28 marca 1950 w San Juan Nonualco) – salwadorski kolarz szosowy, uczestnik letnich igrzysk olimpijskich.
Funes reprezentował Salwador na Letnich Igrzyskach Olimpijskich w 1968 w Meksyku. Wystartował w jeździe drużynowej na czas razem z Roberto Garcíą, Juanem Moliną i Mauricio Bolañosem. Salwadorczycy zajęli wówczas 28. miejsce spośród 30. reprezentacji. Funes brał także udział w wyścigu indywidualnym ze startu wspólnego, którego nie ukończył.